# プーン・シーパスート
プーン・シーパスート（ラーオ語: ພູນ ສີປະເສີດ / Phoun Sipaseuth, 1920年2月16日 - 1994年12月8日）はラオスの軍人、政治家。ラオス人民革命党政治局員。ラオス内戦においては左派パテート・ラーオ軍を率いて戦い、人民民主共和国成立後は長らく副首相兼外務大臣を務めた。

## 経歴
1920年、ラオス南部サワンナケートに生まれる。第二次世界大戦後にラーオ・イサラ（自由ラオス）運動に参加し、フランス軍に対抗した。タケークの戦いに参加し、仏軍に敗北した後もラオス国内に残留。東部ラオス抗戦委員会に加わり、ベトナム＝ラオス国境地帯でゲリラ戦を展開した。1950年、インドシナ共産党に入党し、同年8月には自由ラオス戦線大会に南部ラオス代表として派遣された。
1954年7月、第一次インドシナ戦争の停戦を定めたジュネーヴ協定が締結されると、同協定の施行に伴う軍隊の統合について、パテート・ラーオ軍大佐・軍事代表団長として王国軍と交渉した。
1955年のラオス人民党第1回党大会で中央委員に選出された。さらに、1956年1月のネオ・ラーオ・ハクサート（ラオス愛国戦線）第1回全国大会で中央委員に選出。1958年の国民議会議員補欠選挙において、ネーオ・ラーオ・ハクサートの候補としてカムムアン県（タケーク）選挙区から立候補し、国民議会議員に当選した。しかし翌1959年7月、親米右派のプイ・サナニコーン政権により逮捕されると、スパーヌウォンや他の左派議員とともに投獄され、1960年5月に脱獄するまでビエンチャンの監獄にいた。同年8月の中立派コン・レー大尉のクーデターと、その後の中立派軍のジャール平原撤退後は、中立派軍＝左派パテート・ラーオ軍で形成された高級軍事委員会においてパテート・ラーオ副代表を務めた。
1964年、ネオ・ラーオ・ハクサート第2回全国大会で中央委員に再選出。また同年、前線高級軍事会議の委員に任ぜられ、将軍に昇格した。1970年9月2日、王国政府との交渉におけるネオ・ラーオ・ハクサート全権代表に任命。
1972年、ラオス人民革命党第2回党大会で政治局員、書記局員に選出され、党内序列第6位となる。
1975年に内戦が終結し、ラオス人民民主共和国が成立すると、同年12月2日、カイソーン内閣の閣僚評議会副議長（副首相）兼外務大臣に就任した。
1982年4月、第3回党大会で党政治局員に再選出。党対外関係委員会委員長を兼任する。
1986年11月、第4回党大会で政治局員に再選出。
1991年3月、第5回党大会で政治局員に再選出され、序列第4位に昇格した。同年8月、カムタイ・シーパンドーンが首相に就任するが、同内閣でも副首相兼外相に留任。
1993年2月の内閣改造において、外相職をソムサワート・レンサワットに譲り、副首相（外交問題担当）専任となった。
1994年12月8日に亡くなると国葬が執り行われた。

### 日本との関係
1988年（昭和63年）3月27日から4月1日、外務省賓客として訪日。竹下総理、宇野外務大臣と会談した。
1989年（平成元年）2月、昭和天皇の大喪の礼に参列し、また翌1990年11月、明仁天皇の即位の礼にも参列した。

## 顕彰
1993年12月1日、ヌーハック国家主席、プーミ党中央委員会顧問とともに、ラオス最高栄誉の国家黄金勲章を受章した。
2014年5月23日、カイソーン・ポムウィハーン博物館委員会は、プーンの故郷サワンナケートに記念館を建設する契約を結んだ